# 奥莉加·马克耶娃
奥莉加·亚历山德罗芙娜·马克耶娃（俄语：Oльга Александровна Макеева，1974年1月21日—）是一位政治家，她是顿涅茨克人民共和国最高立法机构顿涅茨克人民共和国人民议会的主席。

## 经历
奥莉加·马克耶娃于1974年出生于顿涅茨克，毕业于教育学院，2002年毕业于顿涅茨克国立大学，获法学学位。在战争之前，她在各种商业组织中担任法律服务负责人，后来同一职位由国营航空公司顿巴斯航空担任航空长。 她于2018年9月14日至11月20日担任顿涅茨克人民共和国议会议长。